# Ose
Ose er en landsby ved rigsvej 9 i den nordlige del af Bygland kommune i Setesdal i Agder fylke i Norge . Den ligger ved en del af floden Otra som kaldes Kvernåni på strækningen før den breder sig ud og bliver til Åraksfjorden.
Ose var tidligere et vigtigt trafikknudepunkt. Ose var det nordlige endepunkt for rutetrafikken med dampbådene Bjoren og Dølen fra 1897. Ose Turistheim blev bygget i 1909 og er Setesdals ældste turisthotel som stadig er i drift.
Ved Ose ligger det spektakulære vandfald Reiårsfossen. Stedet er også kendt af mange for Ose Countryfestival som blev arrangeret første gang i 1983, men som efter en del års pause er startet op igen i de senere år.
58°57′3″N 7°40′40″Ø / 58.95083°N 7.67778°Ø